# Jean-Claude Quilici
Jean-Claude Quilici, né à Marseille en 1941 est un peintre français, de parents corses.

## Biographie
Très jeune, il fréquente l’École des beaux-arts, et après une approche des grands maîtres de la peinture Provençale, il expose à partir de 1958 ses premières peintures dans sa ville.
Entre 1960 et 1970, il va recevoir de nombreux Prix de la Peinture, qui vont couronner ses débuts de jeune peintre, et durant cette période, des expositions de ses œuvres vont être organisées dans de multiples galeries en France.
À partir de 1971, ce sont les États-Unis qui vont l’accueillir : Washington, New York, Atlanta, Philadelphie, Albuquerque…
En 1980 Jean Claude Quilici commence sa carrière au Japon : de Tokyo à Osaka en passant par Kōbe, Shizuoka, Fukuoka, Nagano, Sapporo… toutes ces villes lui organisent des expositions et lui réservent un accueil chaleureux.
Depuis 30 ans, ses œuvres lithographiques et ses peintures sont présentes en permanence au Japon. Jean Claude Quilici n’a pas pour autant négligé la France. Son travail est exposé régulièrement dans les Galeries les plus importantes à Marseille, Toulon, Ajaccio, Lyon, Bordeaux, Clermont-Ferrand, Dijon, Nancy, Cannes, Saint-Tropez. L’artiste poursuit parallèlement une carrière à l’étranger : États-Unis, Singapour, Hong Kong, Taïwan, Corée, etc.
Il fut également invité à réaliser au cours de sa carrière des œuvres diverses telles que des fresques monumentales pour l’université de Corté (Corse) de 40 m de long sur 4 m de haut et pour le métro de la Ville de Marseille. Une décoration murale sur tôle émaillée d’une longueur de 130 m…
En 1997, l’artiste réalise les décors de l’opéra Mireille de Gounod pour une coproduction de l’opéra de Marseille et de l’opéra de Bordeaux.